# استن بروکس
استن بروکس (انگلیسی: Stan Brookes؛ زادهٔ ۲ فوریهٔ ۱۹۵۳) بازیکن فوتبال اهل بریتانیا است.
از باشگاه‌هایی که در آن بازی کرده‌است می‌توان به باشگاه فوتبال دونکستر راورز اشاره کرد.